# Antoni Żubryd
Antoni Żubryd ps. „Zuch”, „Orłowski” (ur. 4 września 1918 w Sanoku, zm. 24 października 1946 w Malinówce) – podoficer piechoty Wojska Polskiego, oficer (kapitan bądź major) Narodowych Sił Zbrojnych, dowódca oddziału partyzanckiego NSZ – „Zuch”. Mąż Janiny i ojciec Janusza. Zamordowany wraz z żoną z polecenia władz UBP, pośmiertnie zrehabilitowany w 1994 i uznany za bohatera walczącego o niepodległy byt państwa polskiego. 

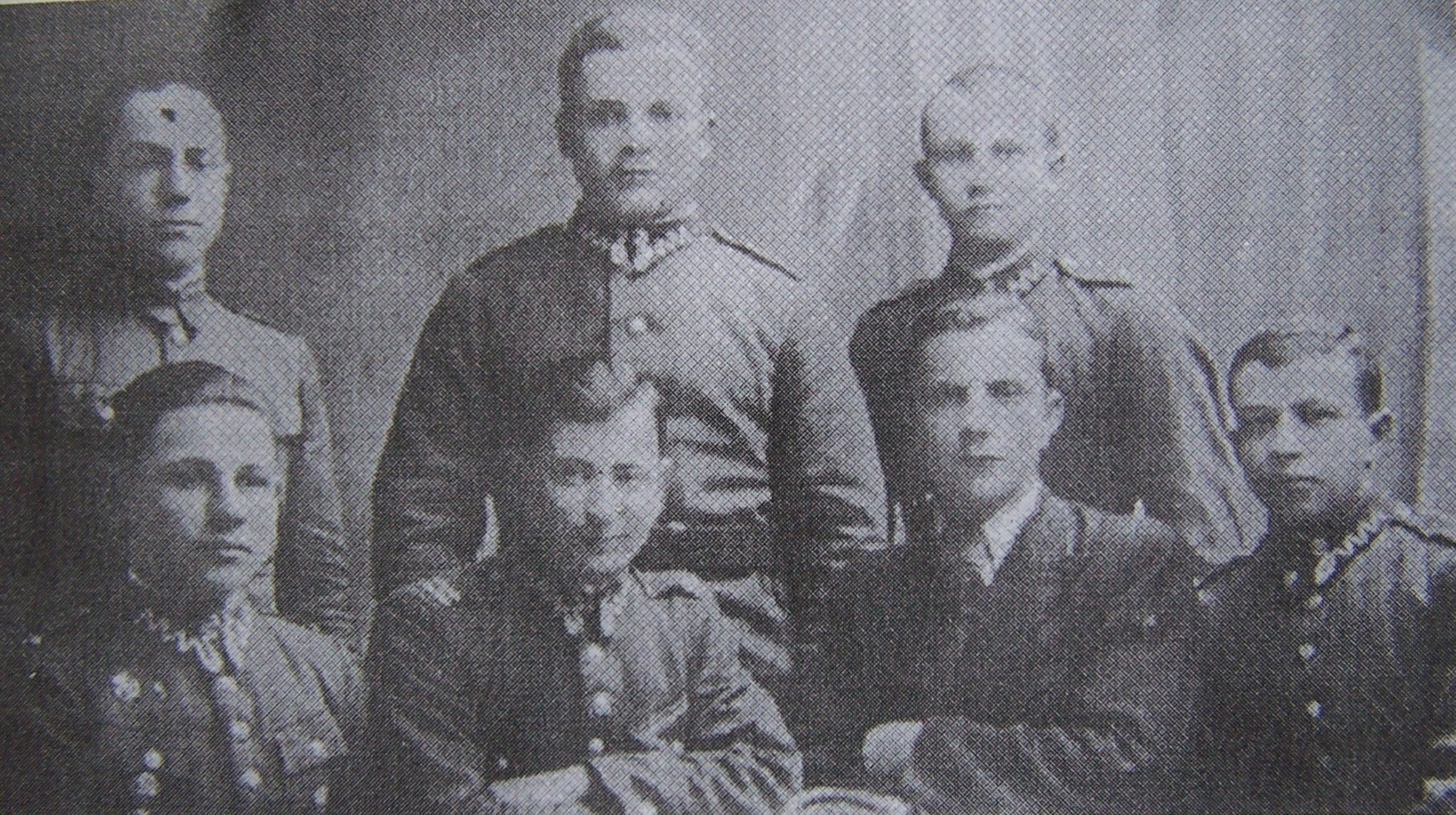
Antoni Żubryd (pierwszy z lewej u dołu) w mundurze podoficera Wojska Polskiego

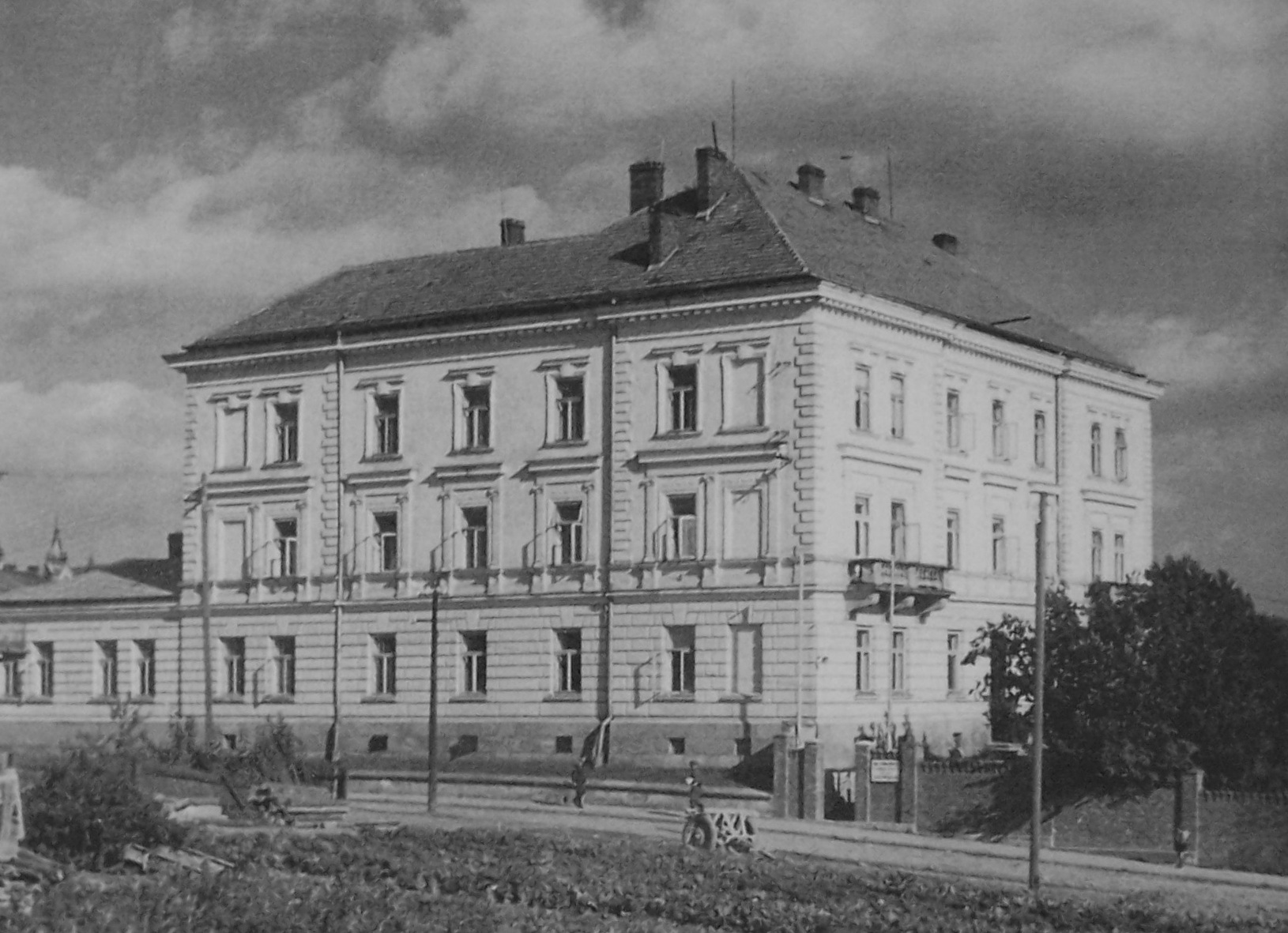
Budynek b. PUBP w Sanoku w latach 40. XX wieku – miejsce zamachu na Tadeusza Sieradzkiego

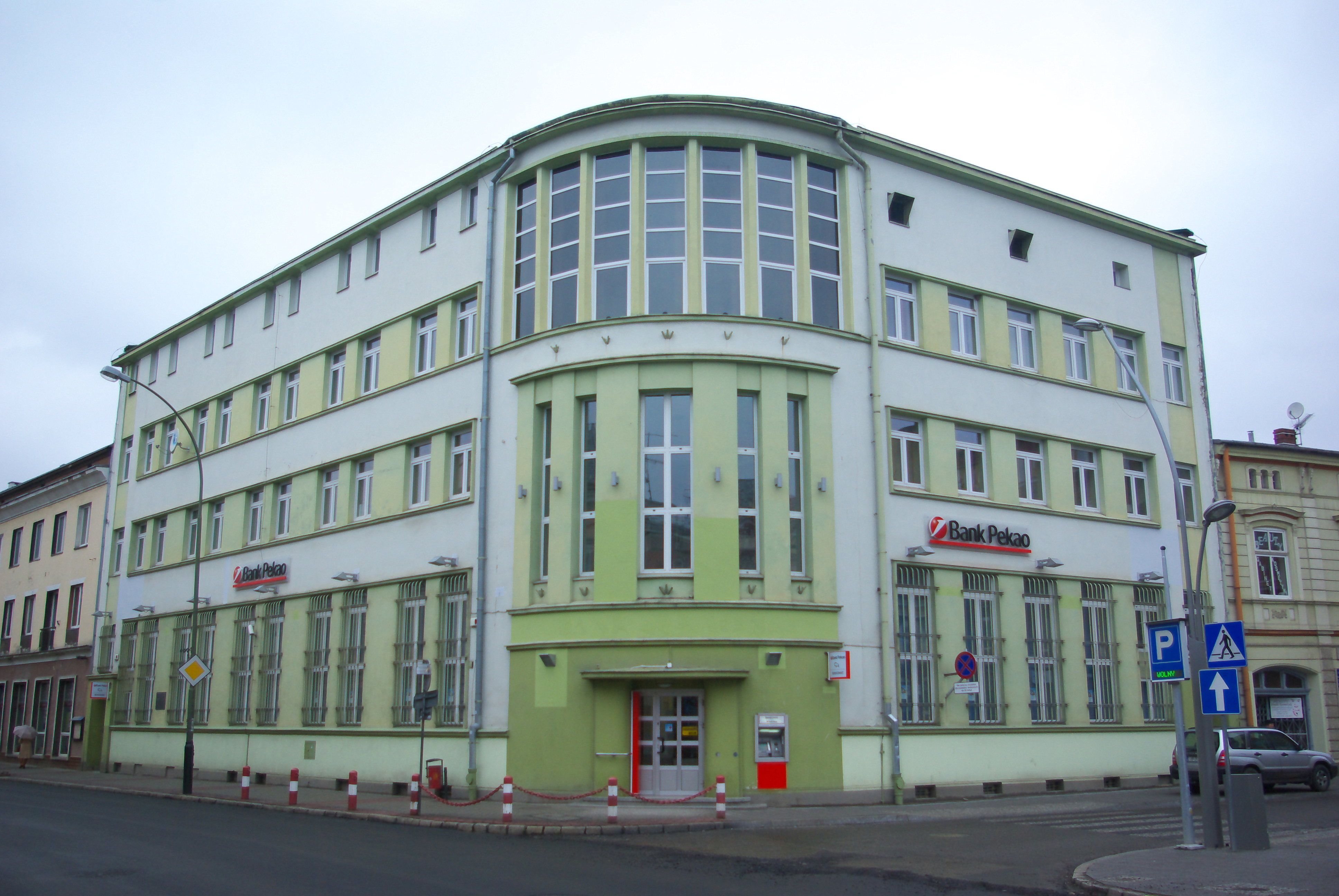
Budynek mieszczący więzienie NKWD w Sanoku przy ulicy Tadeusza Kościuszki 4

## Życiorys
Antoni Żubryd urodził się 4 września 1918 w Sanoku u kresu I wojny światowej. Był nieślubnym dzieckiem Anny Wołoszyn (córka rolnika z Tyrawy Wołoskiej Feliksa i Marii z domu Biłas). W wieku ośmiu lat został adoptowany przez starszą siostrę matki, Paulinę (1884-1963) i jej męża, pochodzącego ze Stróży Wielkich Michała Żubryda (1879-1937). Wraz z przybranymi rodzicami zamieszkiwał w mieszkaniu służbowym Państwowego Gimnazjum im. Królowej Zofii w Sanoku, gdzie Michał Żubryd pracował jako woźny (stały sługa szkolny, tercjan szkolny), a jego żona trudniła się przy tej szkole handlem pieczywem. Dom Żubrydów był przy ulicy Królewskiej 16.
W Sanoku Antoni Żubryd ukończył Szkołę Męską nr 2 im. Króla Władysława Jagiełły, po czym przez pewien czas uczęszczał do publicznej szkoły wieczorowej. Będąc uczniem, uchwałą Magistratu w Sanoku z 1933 został uznany przynależnym do gminy Sanok. W 1933 rozpoczął naukę w Szkole Podoficerów Piechoty dla Małoletnich Nr 2 w Śremie, którą ukończył w 1936, otrzymując jako plutonowy przydział wojskowy do 40 pułku piechoty „Dzieci Lwowskich”, stacjonującego we Lwowie. Do 1939 służył w stopniu sierżanta zawodowego.

### II wojna światowa
Po wybuchu II wojny światowej podczas kampanii wrześniowej 1939 walczył w obronie Warszawy. 8 września jego pułk odparł na Woli atak 4 Dywizji Pancernej. W trakcie walk został awansowany do stopnia sierżanta i odznaczony Krzyżem Walecznych. Po kapitulacji dostał się do niemieckiej niewoli, trafił do obozu w Żyrardowie, po czym został zwolniony i powrócił do Sanoka. Tam rozpoczął działalność w konspiracji udzielając szkoleń w ramach Związku Walki Zbrojnej jako podoficer zawodowy.
Jednocześnie zajął się drobnym handlem i przemytem artykułów żywnościowych w obie strony granicy niemiecko-sowieckiej, która w Sanoku przebiegała na rzece San. W kwietniu 1940 został skierowany na roboty do Niemiec. Udało mu się jednak zbiec z transportu. Po ucieczce przez kilka tygodni ukrywał się u zaprzyjaźnionych gospodarzy pod Sanokiem, po czym powrócił do miasta. Nawiązał kontakt ze znajomym (który potem okazał się współpracownikiem NKWD) i na jego płatne zlecenie wykonywał powiększone plany miasta Sanoka. Zatrzymany przez patrol NKWD podczas jednej z przepraw transgranicznych na Sanie w okolicach Olchowiec i zagrożony więzieniem – miał zadeklarować swoją współpracę i zaoferować Sowietom przekazywanie im informacji o umocnieniach granicznych tworzonych po stronie niemieckiej (inne źródło podało, że pod koniec lipca za namową znajomego podjął współpracę z NKWD, gdzie został zatrudniony we wrześniu 1940). Jako agent o pseudonimie „Orłowski” odpłatnie prowadził rozpoznanie niemieckich umocnień nad Sanem, w czym miała mu pomagać pracująca w tartaku Janina Praczyńska (jesienią 1940 została jego żoną), mająca rozeznanie względem przeznaczenia materiału drewnianego. Innymi współpracownikami Żubryda w akcjach wywiadowczych miał być ww. znajomy Szewczyk i m.in. Jadwiga Praczyńska, siostra Janiny. W nocy z 13 na 14 grudnia 1940 Żubryd wraz ze współpracownikami, używając podrobionego klucza, dostali się do Okręgowego Komisariatu Celnego w Sanoku, skąd zabrali ważne dokumenty – w tym listę pracowników pięciu punktów granicznych, które jeszcze w tym samym dniu dostarczyli Sowietom (miała to być najpoważniejsza akcja wywiadowcza Żubryda i jego grupy). Zagrożony aresztowaniem przez Gestapo, Żubryd wraz z żoną Janiną, 1 lutego 1941 przekroczył San, prosząc o protekcję. Oficer prowadzący kpt. Kuzniecow nie uwierzył jednak Żubrydowi i dał wybór: dalsza współpraca i zamieszkiwanie po niemieckiej stronie Sanu, albo zesłanie na Syberię. Żubryd odmówił dalszej współpracy i wraz z żoną został aresztowany (inni członkowie grupy zgodzili się na dalszą współpracę).
Małżeństwo Żubrydów odzyskało wolność po ataku Niemiec na ZSRR z 22 czerwca 1941, po czym oboje powrócili do Sanoka. Niemcy, dowiadując się z przejętych dokumentów (zajęli kancelarię prowadzoną wcześniej przez Sowietów) o agenturalnej działalności Żubryda, aresztowali go 5 listopada 1941. Od tego dnia do 27 grudnia 1941 był osadzony w więzienia w Sanoku. Śledztwo trwało dwa lata, a Żubryd był przetrzymywany w Sanoku, od 27 grudnia 1941 w Tarnowie, a od 4 lipca 1942 w więzieniu św. Michała w Krakowie. 6 września 1943 Sąd Specjalny (Sondergericht) w Krakowie skazał Żubryda na karę śmierci za zdradę tajemnic państwowych (identyczną karę otrzymał Kazimierz Staruch, natomiast Janina Żubryd otrzymała karę dożywocia, a inne osoby mniejsze kary pozbawienia wolności). Po dowiezieniu na zaplanowane miejsce egzekucji we wsi Przegorzały, grupa skazańców zaatakowała konwojentów, w wyniku czego Antoniemu Żubrydowi udało się zbiec jako jedynemu ze skazanych (w dokumentach niemieckich został określony jako „uciekinier”). Potem przez jakiś czas ukrywał się w leśniczówce koło Krzeszowic. Następnie na Wigilię Bożego Narodzenia 1943 dotarł do Tyrawy Wołoskiej, gdzie przebywała jego rodzina. Poszukiwany i zagrożony aresztowaniem ukrywał się w różnych miejscach i wsiach do 1944. W Sanoku ukrywał się niedaleko swojego rodzinnego domu, w kamienicy rodziny Marii i Franciszka Lurskich, przy ówczesnej ulicy Królewskiej (obecna ulica Romualda Traugutta). W tym czasie prawdopodobnie utrzymywał kontakt z Armią Krajową. Według dokumentów z IPN podczas okupacji niemieckiej prowadził instruktaż wyszkolenia bojowego placówek AK.
W sierpniu 1944 po nadejściu frontu wschodniego i wkroczeniu na sanocczyznę Armii Czerwonej zgłosił się do Wojewódzkiego Urzędu Bezpieczeństwa Publicznego w Rzeszowie, składając wniosek z deklaracją kontynuowania współpracy prowadzonej od 1940 do 1941. Pierwotnie jego podanie miało zostać odrzucone z uwagi na niewyjaśnioną przeszłość, po czym zostało rozpatrzone pozytywnie. Antoni Żubryd miał podjąć współpracę jesienią 1944. Mimo zaistniałych wątpliwości co do jego wcześniejszej działalności podczas wojny, 24 lutego 1945 por. Longin Kołarz dokonał jego zatwierdzenia na stanowisku oficera śledczego Sekcji VII Powiatowego Urzędu Bezpieczeństwa Publicznego w Sanoku w stopniu podporucznika (ten sam rozkaz zawierał powołanie ppor. Tadeusza Sieradzkiego na szefa PUBP w Sanoku). Według IPN Żubryd został skierowany do PUBP przez PPR i rozpoczął służbę 26 września 1944 jako oficer śledczy w Sekcji VII PUBP w Sanoku. Później Żubryd został zastępcą szefa PUBP i awansowany do rangi porucznika UB. Jego działalność jako funkcjonariusza UB obejmowała śledztwa dotyczące volksdeutschów, konfidentów Gestapo i członków UPA, a ponadto pełnił funkcję tłumacza. Według relacji więzionych podczas swojej pracy miał ostrzegać konspiratorów o planach aresztowań, usiłować umożliwienie ucieczki zatrzymanym oraz symulować bicie przesłuchiwanych. Najprawdopodobniej motywem wstąpienia Żubryda do pracy w UB był zamiar prowadzenia podwójnej roli w komunistycznej służbie i chęć instalowania w niej działaczy konspiracji niepodległościowej. Historycy wskazywali na prawdopodobieństwo utrzymywania przez Żubryda kontaktów z członkami podziemnych organizacji niepodległościowych w okresie pełnienia funkcji w UB: Benedykt Gajewski wymieniał Narodową Organizację Wojskową i Polską Armię Wyzwoleńczą, zaś Andrzej Romaniak wzmiankował kontakty z członkami Armii Krajowej, którzy nie zostali wówczas jeszcze ujawnieni.

### Działania zbrojne w podziemiu antykomunistycznym

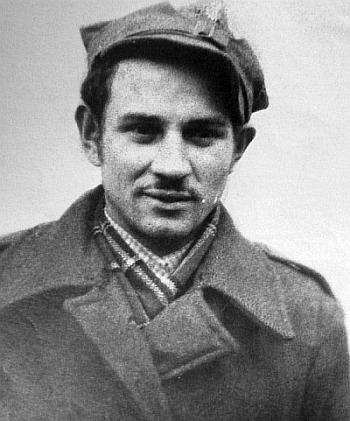
Antoni Zubryd jako żołnierz NSZ

Przypuszczalnie w momencie, gdy nastąpiło zdemaskowanie podwójnej działalności (miał zostać o tym uprzedzony informacją z WUBP w Rzeszowie tudzież przejąć rozkaz o swoim zwolnieniu ze służby), zorganizował nieobecność większości funkcjonariuszy w siedzibie PUBP w danym dniu i 8 czerwca 1945 bez uprzedzenia porzucił miejsce zatrudnienia, a odchodząc doprowadził do uwolnienia dwóch aresztantów podejrzewanych o przynależność do AK, których wyprowadził z więzienia w Sanoku (według innego źródła miał uwolnić dziesięciu członków AK, a wśród uwolnionych miał być Władysław Wiśniowski; po latach zaprzeczył temu ówczesny zastępca naczelnika więzienia, Marcin Drozd, który stwierdził, że Żubryd uwolnił jedynie dwóch więźniów: związanych z AK Franciszka Haducha i kobietę). Miał zabrać ze sobą kilka sztuk broni palnej i nie zatrzymywany przez nikogo, wraz ze swą grupą oddalił się samochodem ciężarowym w stronę Krosna i ukrywał się w okolicach Bażanówki (tam czekała na niego żona i przyszli żołnierze jego oddziału). Następnego dnia po ujawnieniu ucieczki, funkcjonariusze UB pod dowództwem por. Antoniego Cebuli aresztowali w sanockiej kamienicy przy ulicy Sobieskiego teściową Żubryda Stanisławę Praczyńską i jego czteroletniego syna Janusza. Tuż po tym Antoni Żubryd na spotkaniu z kierownikiem komórki likwidacyjnej Obwodu AK Sanok, Władysławem Dąbkiem ps. „Wanda”, zaproponował plan dokonania zamachu na szefa PUBP w Sanoku, który został zatwierdzony. Tydzień po porzuceniu pracy w UB, 15 czerwca 1945 Żubryd udał się do Sanoka i ubezpieczany przez trzech współpracowników (Edmund Niemczyk ps. „Lot”, Wiktor Broszczakowski ps. „Bill”, Bronisław Duszczyk ps. „Wrzos”), późnym wieczorem tego dnia, przy wejściu do budynku siedziby Powiatowego Urzędu Bezpieczeństwa Publicznego w Sanoku dokonał zamachu na jego szefa, ppor. Tadeusza Sieradzkiego. Następnie cała czwórka powróciła do Jaćmierza. W późniejszym czasie partyzanci Żubryda wzięli do niewoli załogę posterunku MO w Haczowie i zagrozili rozstrzelaniem milicjantów, jeśli syn i teściowa Żubryda nie zostaną zwolnieni. Oboje zostali zwolnieni po kilku dniach przetrzymywania.

### SBO NSZ „Zuch”
Członkowie oddziału
- Antoni Żubryd – dowódca oddziału
- Mieczysław Kocyłowski ps. „Czarny”, zastępca dowódcy batalionu
- Kazimierz Kocyłowski ps. „Kozak”, „Wichura”, dowódca 3 kompanii
- Janina Żubryd z d. Praczyńska ps. „Janek”
- Henryk Książek ps. „Brodacz”, chorąży
- Tadeusz Lipski ps. „Granit”, „Puchacz”, dowódca 3 kompanii
- Władysław Skwarc ps. „Krzew”
- Władysław Kudlik
- Władysław Stefkowski ps. „Rura”
- Michał Oleksiak ps. „Hajduk”
- Stanisław Kabala ps. „Sosna”
- Leon Florek ps. „Bebek”
- Rudolf Poliniewicz
- Michał Skoczułek[34], Adam Płaza[35], Tadeusz Janusz, Bolesław Sokołowski[36].

Po ucieczce z UB Antoni Żubryd utworzył zbrojny oddział partyzantów. W trakcie spotkania z przedstawicielami Stronnictwa Narodowego, zorganizowanego w sanockim klasztorze franciszkanów, Antoni Żubryd otrzymał nominację na stopień oficerski. Po skontaktowaniu się z dowództwem Narodowych Sił Zbrojnych podporządkował swój oddział tej organizacji. Przyjął pseudonim „Zuch” i został dowódcą oddziału nazwanego Samodzielny Batalion Operacyjny NSZ kryptonim „Zuch”. Oddział składał się z byłych partyzantów AK oraz dezerterów z LWP, MO, UB. Celem oddziału Żubryda był prowadzenie walki z władzą ludową komunistów w oczekiwaniu na kolejną wojnę oraz przejecie władzy przez Rząd Londyński, a także obrona ludności przed bandami ukraińskim. Batalion działał od czerwca 1945 do końca 1946 (przez około 470 dni) na terenie powiatów: leskiego, sanockiego oraz brzozowskiego i podlegał organizacyjnie (choć raczej formalnie) pod Oddział III Komendy Okręgu VII NSZ (Kraków). Głównym miejscem stacjonowania oddziału była wieś Niebieszczany. Strukturalnie dzielił się na trzy grupy zbrojne (kompanie) operujące na linii Krosno – Brzozów – Sanok – Lesko w okolicach różnych miejscowości: I (ok. 45 członków; Mrzygłód, Liszna, Dębna, Tyrawa Solna, Hłomcza, Łodzina, Dobra), II (30-45; rejon Sanoka, aż po Trześniów, Temeszów, Malinówkę), III (ok. 20; Rymanów, Korczyna, powiat krośnieński). Według różnych źródeł liczebność oddziału wynosiła prawie 200 członków w grudniu 1945, 200 w 1946 ok. 100–120 w 1. połowie 1946 (w okresie największego rozkwitu miał liczyć ok. 300 żołnierzy). W czasie działalności wszystkie trzy grupy miały dokonać ponad 200 akcji zbrojnych. W zdecydowanej większości były to przeprowadzone z zaskoczenia zasadzki na funkcjonariuszy UB, MO, urzędy gmin, stacje kolejowe, pociąg, sklepy (zdarzały się także akcje sabotażowe, rabunkowe i rekwirowanie żywności). Oddział zwalczał przede wszystkim funkcjonariuszy UB (15 ofiar), MO (6 ofiar), żołnierzy KBW (zginęło 11 żołnierzy polskich i radzieckich), członków PPR (9 ofiar) i konfidentów (było także 9 ofiar z ludności cywilnej). Jednak podstawowym zadaniem zgrupowania była obrona polskiej ludności przed atakami UPA. W wyniku walk miało zginąć czterech członków oddziału Żubryda, a na dwóch wykonano wyrok śmierci przez powieszenie. W okresie działalności partyzanckiej dochodziło do współpracy batalionu z 34 pułkiem piechoty LWP, m.in. w dostawach oraz remontach broni oraz wspólnych akcjach przeciwko UPA. W okresie tym wielu żołnierzy oraz oficerów zdezerterowało z wojska i zasiliło oddziały partyzanckie. W okresie zimy 1945/1946 działalność oddziału została rozwiązana (wówczas Antoni i Janina Żubrydowie przebywali w Bytomiu, m.in. w mieszkaniu przebywającego tam oficera ZWZ-AK, Mieczysława Granatowskiego).

Zwłoki Antoniego i Janiny Żubrydów

23 marca 1946 w Nowosielcach został zatrzymany przez UB Mieczysław Kocyłowski ps. „Czarny” – zastępca Antoniego Żubryda. 30 kwietnia 1946, niedaleko Niebieszczan podkomendni Żubryda zabili szefa Wydziału Polityczno-Wychowawczego 8 Dywizji Piechoty, kpt. Abrahama Premingera. 18 maja 1946 r. doszło do strzelaniny oddziału Żubryda z komunistycznymi organami bezpieczeństwa na Posadzie Olchowskiej w Sanoku przy ulicy Kazimierza Lipińskiego obok Fabryki Wagonów, w wyniku której zginęli szef sztabu 8 Dywizji Piechoty ppłk Teodor Rajewski, komisarz ds. repatriacji i żołnierz kierowca, a ranny został sowiecki mjr Piwowar. Według ks. Antoniego Wołka Wacławskiego z kościoła Najświętszego Serca Pana Jezusa w Sanoku, po strzelaninie pod fabryką w Sanoku społeczeństwo miasta miało odwrócić swoje sympatie dotąd okazywane żołnierzom Żubryda. 15 czerwca 1946 oddział Żubryda rozbił placówkę UB w Haczowie. Za prowadzenie działalności rabunkowej Antoni Żubryd miał osobiście zamordować Franciszka Haducha ps. „Haducha”, którego wcześniej uwolnił jako więźnia UB.
W likwidacji SBO NSZ „Zuch” brała udział 4 Brygada KBW Ziemi Rzeszowskiej. Oddział „Żubryda” został ostatecznie rozbity przez pracowników Informacji Wojskowej z 8 Dywizji Piechoty, którzy wprowadzili do oddziału własnych ludzi. Dzięki nim 23 czerwca 1946 grupa Kazimierza Kocyłowskiego (dowódca ochrony oddziału Żubryda) została otoczona przez 32 pułk piechoty w rejonie Niebieszczan; do niewoli dostało się wówczas 21 partyzantów; trzech schwytanych „żubrydowców” zostało publicznie powieszonych: dwóch na stadionie piłkarskim (Władysław Skwarc, Władysław Kudlik), a trzeci na rynku (Henryk Książek). 29 września 1946 Żubrydowi wraz z resztą oddziału udało się rozbić grupę operacyjną wojska, MO i UB z Sanoka – partyzanci ujęli i rozstrzelali kilku milicjantów oraz aktywistę PPR biorącego udział w obławie. Od tego jednak czasu inicjatywę strategiczną na polu walki przejęły komunistyczne siły bezpieczeństwa. Według dokumentów z IPN tzw. „banda” Żubryda miała dokonać łącznie 59 zabójstw i 52 napadów.
Wydanie „Dziennika Rzeszowskiego” z 11 października 1946 donosiło, iż Żubryd, rzekomo zdegradowany przez swoich kompanów, miał próbować szukać schronienia u Misiuka ps. „Dziadek”, także z NSZ. Kontakt z Antonim Żubrydem utrzymywał ks. kan. Jakub Mikoś (jego katecheta z okresu nauki szkolnej), który miał go nakłaniać do zaprzestania partyzanckiej działalności i wyjechania na Zachód (Żubryd miał się przekonać do tego pomysłu, lecz do tego celu potrzebne było zdobycie fałszywych dokumentów). Antoni Żubryd, zdając sobie sprawę z beznadziejności sytuacji, postanowił wraz z żoną przedrzeć się do Austrii. O zmierzchu 24 października 1946 Żubrydowie przybyli do Malinówki. Był wraz z nimi towarzysz broni Jerzy Vaulin ps. „Mar”. Vaulin, były żołnierz AK znany z brawurowych akcji podczas walk z Niemcami, posługiwał się wówczas pseudonimem „Bronek” (kilka miesięcy wcześniej został zwerbowany przez UB jako tajny współpracownik ps. „Mewa” i został „wysłany” do oddziału Żubryda). Żubryd pozostawił małżonkę i wraz z Vaulinem poszli sprawdzić dalszą trasę przemarszu. Kiedy obaj weszli do lasu, Vaulin niepostrzeżenie wyjął z kabury swojego browninga – kal. 7,65 mm i strzałem w tył głowy zabił Antoniego Żubryda. Chwilę potem podstępem zwabił w to samo miejsce będącą w ósmym miesiącu ciąży Janinę Żubryd i zastrzelił ją również na miejscu. Gajowy z Malinówki o nazwisku Gerlach, który przebywał z Żubrydami przed ich śmiercią, odkrył ich ciała i przewiózł w okolice miejscowego sklepu. Następnego dnia funkcjonariusze UB zabrali ciała małżeństwa Żubrydów i przewieźli do więzienia na zamku w Rzeszowie. Osadzony tam od kwietnia 1946 pięcioletni syn Janusz został na początku listopada 1946 zwolniony. Szczątki Antoniego i Janiny Żubrydów nie zostały odnalezione. Vaulin został zwerbowany przez Wydział V WUBP Wrocław. Jego mocodawcą i wydającym mu polecenia był oficer UB, Władysław Pożoga, który po latach przedstawiał zastrzelenie małżeństwa jako swój sukces operacyjny. Jerzy Vaulin do ostatnich miesięcy życia utrzymywał swoją wersję zabójstwa Antoniego i Janiny Żubrydów.
Ostatni żołnierz Żubryda został aresztowany zimą 1950 we wsi Mrzygłód.

## Postępowania prawne i śledztwa

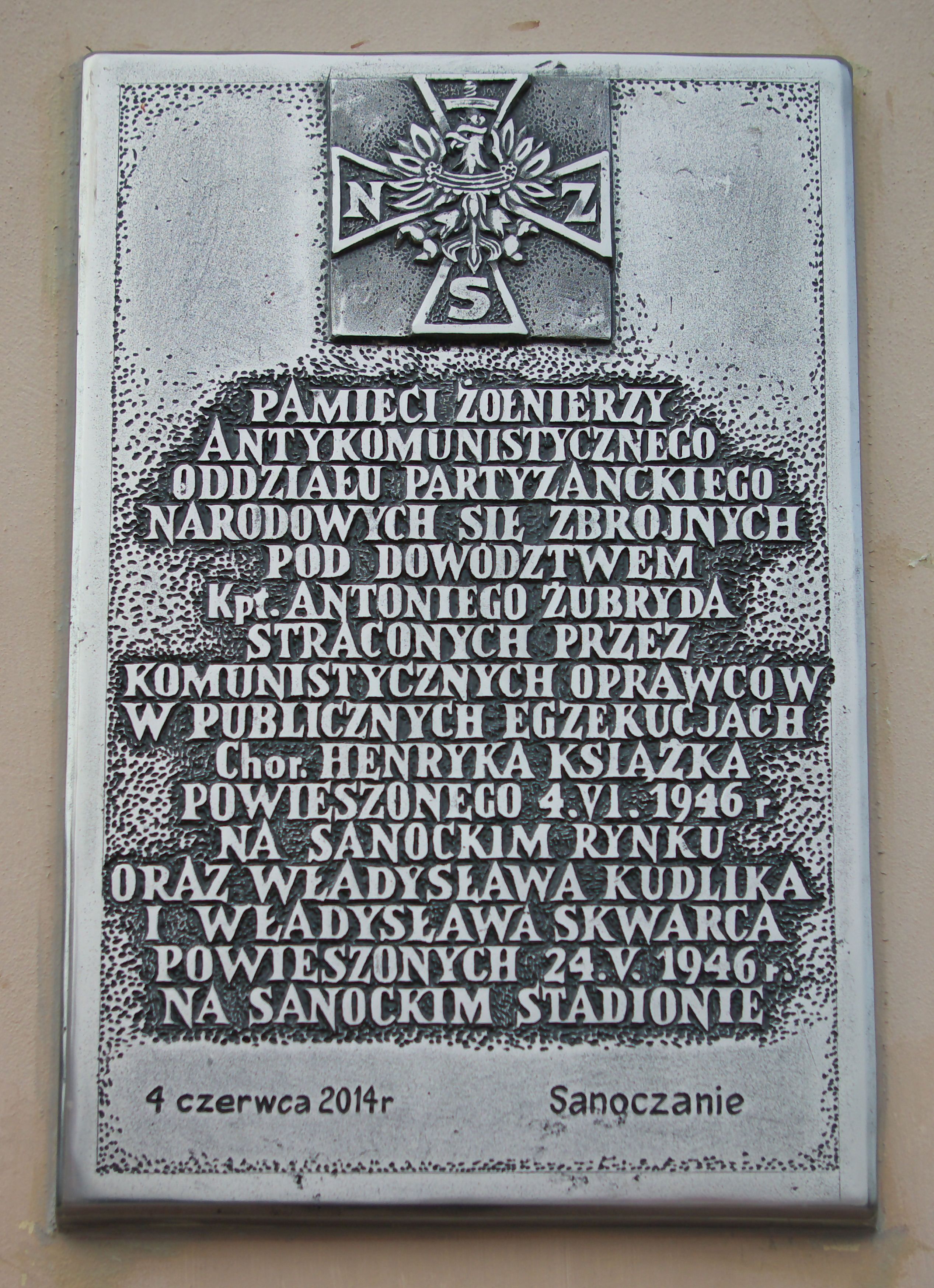
Tablica upamiętniająca trzech żołnierzy NSZ straconych w Sanoku (2014)

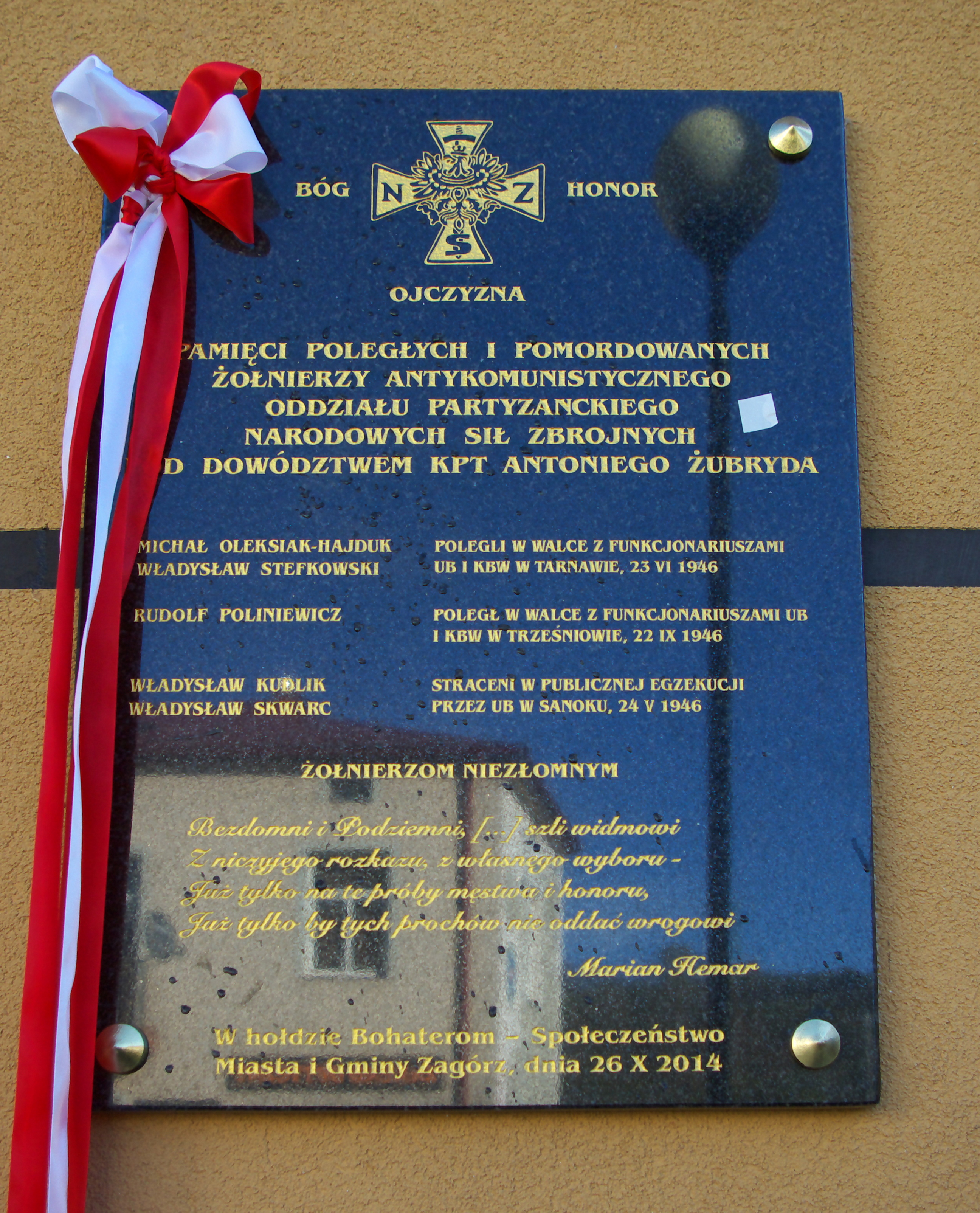
Tablica upamiętniająca pięciu żołnierzy NSZ w Zagórzu (2014)

28 czerwca 1994 Sąd Wojewódzki w Rzeszowie (sygn. akt II Ko 648/94) unieważnił postanowienia Wojskowej Prokuratury Rejonowej z 12 grudnia 1946 dotyczące umorzenia postępowania wobec śmierci Antoniego Żubryda i jednocześnie dokonał jego rehabilitacji, uznając za bohatera walczącego o niepodległy byt państwa polskiego. Wniosek w tej sprawie złożył Związek Więźniów Politycznych Okresu Stalinowskiego na skutek starań żyjących podkomendnych Antoniego Żubryda, w tym ppor. Mieczysława Kocyłowskiego.
Pod koniec lat 90. eksperci kryminalistyki na podstawie zdjęć zwłok Antoniego i Janiny Żubrydów ustalili, że zostali zastrzeleni z tyłu, znienacka. W prowadzonym śledztwie Jerzy Vaulin przyznał się do zamordowania Antoniego i Janiny Żubrydów, podając swoją wersję wydarzeń. Jerzy Vaulin został oskarżony przez Prokuratora Rejonowego w Brzozowie o zabójstwo Antoniego i Janinę Żubrydów, zaś proces w tej sprawie toczył się przed Sądem Okręgowym w Krośnie od 18 listopada 1999 (wcześniej był dwukrotnie odraczany). Po trwającym trzy lata procesie Sąd Okręgowy w Krośnie umorzył postępowanie przeciwko Jerzemu Vaulinowi o zabójstwo małżeństwa Żubrydów z powodu przedawnienia, motywując to nieudowodnieniem przez oskarżyciela (prokuratorem była Aurelia Skiba) aktu, iż oskarżony działał na zlecenie Urzędu Bezpieczeństwa (w złożonych wyjaśnienaich Vaulin twierdził, że zabijając małżeństwo Żubrydów działał w obronie własnej).
W 2012 pion śledczy Instytutu Pamięci Narodowej zajął się umorzeniem sprawy zabójstwa Antoniego Żubryda i jego żony.

## Życie prywatne
28 października 1940 Antoni Żubryd poślubił Janinę Praczyńską w Parafii Przemienienia Pańskiego w Sanoku. Ich syn Janusz (urodzony 22 października 1941) był dwukrotnie aresztowany, wraz z babką Praczyńską, w związku z działalnością zbrojną ojca, po raz drugi w kwietniu 1946. Krótko po śmierci małżeństwa Żubrydów, po łącznie przeszło sześciu miesiącach przymusowego przetrzymywania w więzieniu na zamku w Rzeszowie ich syn Janusz został zwolniony na początku listopada 1946. Z dokumentów ujawnionych po latach wynika, że jako niespełna 5-letnie dziecko został aresztowany „za współdziałanie z bandą Żubryda” (w związku z tym później otrzymał status kombatanta, zaś przez historyków został określony mianem „najmłodszego więźnia politycznego PRL”). Następnie wychowywała go siostra Janiny Żubryd, Stefania, która później adoptowała dziecko i nadała mu nazwisko po mężu, Niemiec. W najnowszych czasach Janusz Żubryd został częstym gościem spotkań i prelekcji organizowanych przez oddziały terenowe Instytutu Pamięci Narodowej oraz jednym z inicjatorów upamiętnienia żołnierzy Samodzielnego Batalionu Operacyjnego NSZ „Zuch”.

## Odniesienia i opinie
- W artykule pt. Wojsko łamie terror NSZ, banderowców i spółki, opublikowanym na łamach nr 21 z 7–13 czerwca 1946 tygodnika ilustrowanego „Żołnierz Polski”, relacjonującego zwalczanie podziemia niepodległościowego oraz proces i egzekucję żołnierzy Książka, Kudlika i Skwarca, napisano: „Jest taki zbir Żubryd, przywódca bandy NSZ i WiN. Sanoczanie znają go dobrze z czasów okupacji – był kumplem niemieckiej policji. Teraz jest „kapitanem””[67].
- Przebywający w 1946 w Polsce jako kurier Polskich Sił Zbrojnych, ppor. Jan Łożański zapamiętał swoje spostrzeżenie z czasu krótkiego pobytu w Polsce w tymże roku, które opisał we wspomnieniach pt. W więzieniach PRL. Powojenne wspomnienia kuriera z Sanoka wydanych w 1991; zauważył wówczas: Z Krakowa pojechałem do Zarszyna. Tam jeszcze raz przekonałem się, że atmosfera w Polsce dla byłych żołnierzy AK jest bardzo niebezpieczna, Utwierdziłem się w tym jeszcze tego samego dnia, kiedy wyszedłem z miasta. Przejeżdżał wówczas samochód z milicją w pogoni za słynnym Żubrydem[68].
- „Trybuna Robotnicza” z 18 sierpnia 1946 opisując akcje zwalczające bojówki UPA wskazała, że „sojusz z banderowcami urzeczywistniają w rozmaity sposób WiN, NSZ, PAS i inne bandy rodzimego faszyzmu”, zaś jako przykład ku temu podano zdarzenie ze wsi Pobiedno, które miało mieć miejsce kilka dni wcześniej: miał tam przybyć „znany opryszek NSZ-owski Żubryd ze swoją zgrają”, miał przerwać miejscową linię telefoniczną, po czym udać się do bandy banderowskiej, która następnie napadła na tę wieś, a jej mieszkańcy nie byli w stanie wezwać pomocy wobec uszkodzenia połączeń telefonicznych[69]. Rzekomą współpracę oddziału Żubryda z banderowcami UPA opisywano w innym wydaniu tego dziennika[70].
- Wydanie „Dziennika Rzeszowskiego” ze środy 30 października 1946 na tytułowej stronie w pierwszym nagłówku donosiło, iż Bandyta „Zubryd” nie żyje[71]. W tej gazecie informowano o tym, że u schyłku istnienia swojego oddziału Antoni Żubryd w obliczu jego rozpadu miał rzekomo siłą wymuszać posłuszeństwo na podkomendnych używając chłosty lub odbierając żołd, co w konsekwencji miało doprowadzić do ich buntu i zgładzenia Antoniego i Janiny Żubrydów[72].
- Likwidację bandy Źubryda przypisywano Korpusowi Bezpieczeństwa Wewnętrznego[73].
- W okresie PRL Antoni Żubryd był przedstawiany w skrajnie negatywny sposób, określany jako „bandyta”, „watażka”, „złodziej”, „sadysta”[74]. Oddział Żubryda obarczano winą za napady na samochody i furmanki i dokonywane podczas nich morderstwa podróżnych będących członkami partii[75]. Przypisywano mu wówczas niemal automatycznie przypadki zachodzących zdarzeń przestępczych, tym samym tworząc wokół niego aurę antybohatera[76].
- Postać Antoniego Żubryda została negatywnie, a według recenzentów nieprawdziwie[77], przedstawiona w powieści Łuny w Bieszczadach autorstwa Jana Gerharda z 1959 oraz w jej ekranizacji filmowej pt. Ogniomistrz Kaleń z 1961[78], w której w rolę Antoniego Żubryda wcielił się aktor Janusz Kłosiński.
- Pisarz Kalman Segal w swojej reportażowej powieści pt. Nad dziwną rzeką Sambation, napisanej w 1955 i wydanej w 1957, wzmiankował o powojennej walce z faszystowskimi bandami, których członkami byli jego zdaniem „wychowankowie i faworyci sanacyjnego rządu”, opisując, iż polscy i ukraińscy nacjonaliści solidarnie połączeni zabijali polskiej żołnierzy, działaczy wprowadzających władzę ludową, byłych więźniów Oświęcimia i Dachau oraz palących wsie, dodając, iż „bandy UPA, WIN i NSZ rujnowały Podkarpacie przez prawie trzy lata”[79].
- W 1966 nakładem KW PZPR w Rzeszowie ukazał się drugi tom publikacji pt. Kształtowanie się władzy ludowej na Rzeszowszczyźnie, a w jej rozdziale pt. Bandyckie wyczyny opisano rzekome zbrodnie oddziału Żubryda oraz określono, że banda z wyjątkowym okrucieństwem i sadyzmem mordowała funkcjonariuszy Milicji i Urzędu Bezpieczeństwa oraz żołnierzy Wojska Polskiego[80].
- W 1966 nakładem KW PZPR w Rzeszowie ukazała się publikacja zbiorowa pt. Ze wspomnień działaczy, w której opublikowano wspomnienia autorstwa Józefa Pelca zatytułowane W pościgu za bandą „Żubryda”[81][82]. Autora w 1946 sprawował stanowisko kierownika grupy do walki z bandytyzmem PUBP w Sanoku, będąc wówczas faktycznym zastępcą szefa PUBP w Sanoku, Antoniego Cebuli[83]. Według niego grupa Żubryda była liczniejsza od funkcjonariuszy PUBP przewidzianych do zwalczania jej (stosunek sił ok. 80 : 20-35), była zdolna do przeprowadzenia kilku wyczynów terrorystycznych w różnych miejscach o tym samym czasie[83]. Pelc wskazał również na rzekome bestialstwo żubrydowców, którzy mieli znęcać się nad zlikwidowanymi pod Mrzygłodem przeciwnikami, wydłubując im oczy, wybijając zęby, łamiąc kości i pozostawiając ich ciała z utkwionymi wieloma kulami[84]. Według Pelca banda (naszych) współtowarzyszy, członków partii, funkcjonariuszy MO, rabowała mienie obywateli, zaś sam Żubryd u szczytu swej „kariery” pozwalał sobie na defilowanie na samochodach przez Sanok, był bożyszczem tamtejszej reakcji i ludzi przez nią obałamuconych[85]. Autor przyznał, że Żubryd „został zlikwidowany wraz żoną”, stwierdził także, iż „posiadał w składzie swojej bandy różnych wyrzutków, od kolaborantów z okresu okupacji począwszy, na nacjonalistach ukraińskich skończywszy” oraz że „przyciskany na swoim terenie działania chronił się na teren działania UPA”; ponadto Pelc uważał, że „on sam [Żubryd] i jego współpracownicy znali doskonale teren, mieli wieli sympatyków i miejsc kontaktowych, poza tym wspomagani byli przez wiele osób, nie wykluczając ludzi zajmujących różne stanowiska w powiecie”[86].
- W zawartej w „Roczniku Sanockim” z 1967 publikacji Mieczysław Przystasz podał, iż Antoni Żubryd jako przedstawiciel reakcyjnego podziemia posiadał duże znajomości wśród młodzieży (powiatu sanockiego i pogranicza), poszerzył je na terenie wiejskim, organizacyjnie był związany z Narodową Organizacją Wojskową, dla której stworzył niewielkie grupy wojskowe w kilku wsiach powiatu[87]. Autor opisał także, iż Żubryd terrorem wymuszał posłuszeństwo, od miejscowości i gospodarzy wymagał składanie haraczu, kontrybucji, udostępnianie kwater, dokonywał niszczenia gospodarstw rolnych, prowadził poszukiwania przedstawicieli władz nowej władzy, wpływał na przydzielanie w miejscowościach posad sołtysa, wójta, kierownika sklepu, odbierał gotówkę i towar spółdzielniom „Samopomocy Chłopskiej”, dokonywał napadów na posterunki MO, rabunków np. kas gminnych, administracji kopalni[88]. Według Przystasza z rąk podkomendnych Żubryda lub w potyczkach z nimi śmierć ponieśli Tadeusz Sieradzki, Teodor Rajewski, Teodor Zegarski (I sekretarz KP PPR), Piwowarow (przedstawiciel ZSRR ds. przesiedlenia), Czesław Solon (z-ca komendanta powiatowego MO), Emil Rogowski (WUBP Rzeszów) i wielu innych (wskazując listę zmarłych Przystasz nazwał listę 29 nazwisk mianem Zamordowani przez wrogie elementy reakcyjne po wyzwoleniu[89]), zaś ostateczna likwidacja jego oddziału pozwoliła na uspokojenie sytuacji w powiecie[88].
- W Sanoku przy ulicy Krakowskiej w dzielnicy Dąbrówka, obok dworca kolejowego Sanok Dąbrówka, został ustanowiony pomnik upamiętniający funkcjonariuszy UB z inskrypcją na tablicy pamiątkowej: „W dowód pamięci zamordowanych funkcjonariuszy P.U.B.P. w dn. 30.04.1946 przez bandę Żubryda: Drwięgi Bronisława, Kudy Karola, Łabudy Juliana. Społeczeństwo Sanoka. Październik 1974.”[90]. Pomnik powstał z inicjatywy władz komunistycznych w 1974, a zaprojektowała go Barbara Bandurka. Tablica z inskrypcją zaginęła w latach 90., pozostały tylko trzy kamienie[91].
- W publikacji Na szpaltach i antenie (wybór publikacji – zamieszczonych na łamach prasy rzeszowskiej i emitowanych przez rozgłośnie PR w Rzeszowie w okresie XXX-lecia PRL), wydanej przez Rzeszowskie Towarzystwo Przyjaciół Nauk w 1974, został wydany artykuł pt. Bestialskie morderstwo bandy „Żubryda”[92].
- W cyklu dziewięciu artykułów pt. Na tropach Żubryda publikowanych na łamach krośnieńskiego tygodnika „Podkarpacie” na początku 1987 autorzy Artur Bata i Benedykt Gajewski dokonali krytycznej analizy osoby Antoniego Żubryda i działań dowodzonego przez niego oddziału, uznając go m.in. za człowieka o dwóch obliczach, który z bohaterskiego żołnierza i patrioty przeistoczył się wstępując na drogę rebelii wypowiadział posłuszeństwo ludowej Polsce[93][94][95][96][97][98][99][100][101]. W podsumowaniu cyklu Bata i Gajewski potwierdzili wysoki odzew społeczny na swoje publikacje, w tym przytoczyli opinię członków koła kombatanckiego z Sanoka, którzy wyrazili uwagę, iż autorzy przedstawili Żubryda w sposób zbyt mało odrażająco, zaś Marian Jarosz przekazał dane, w myśli których z rąk żubrydowców miało ponieść śmierć 51 osób w powiecie sanockim, 2 w powiecie leskim, 31 w powiecie brzozowskim i 12 w powiecie krośnieńskim, w tym żołnierze ludowego Wojska Polskiego i Armii Czerwonej, funkcjonariusze MO, służb bezpieczeństwa, ORMO oraz rolnicy, urzędnicy, robotnicy, działacze PPR, PPS, PSL, a ponadto Żubryd miał wręcz patologicznie nienawidzić Żydów[102].
- Historyk Artur Bata w publikacji pt. Bieszczady w ogniu z 1987 podał, iż Antoni Żubryd „po dezercji ze służby zorganizował organizację terrorystyczną, którą przekształcił w liczący ok. 200 ludzi oddział terrorystyczny, wsławiony atakami na jednostki MO, urzędy bezpieczeństwa publicznego, działaczy PPR i przedstawicieli władz administracyjnych”[103]. Ten autor wskazał, że „oddział WIN Antoniego Żubryda okrył się ponurą sławą”[104], a wśród jego działań były zamach na oficerów radzieckich w Sanoku, zasadzka na żołnierzy WP w Prusieku, atak na pociąg pancerny w Załużu, a ponadto oddział korzystał z pomocy ludności powiatu sanockiego[105]. Ponadto zarzucił Antoniemu Żubrydowi nawiązywanie kontaktów, wzajemną pomoc informacyjną i ogólnie „dobrosąsiedzkie stosunki” z Ukraińską Powstańczą Armią (UPA)[106]. Również on wskazał, że dowódca dywizjonu pociągów pancernych Służba Ochrony Kolei (SOK), kpt. Marian Jarosz, miał dokonać zatrzymania na stacji kolejowej w Sanoku łącznika, którego Józef Kuraś ps. „Ogień” rzekomo wysłał do Antoniego Żubryda[107].
- Według relacji Kazimierza Rzeszutki, podczas pełnienia przez niego od 1945 stanowiska zastępcy komendanta powiatowego MO, dwukrotnie jego miejsce zamieszkania odwiedzali żubrydowcy poszukując go, zaś wobec jego nieobecności dokonywali zastraszenia jego żony[108].
- Nauczyciel sanockiego gimnazjum, Józef Stachowicz, w swoich wspomnieniach napisał, że „osławiony Antoni Żubryd” stworzył „partyzancki, a właściwie bandycki oddział”, który „przez gwałty i rabunki stał się zmorą okolicznych wsi jak Niebieszczany i Falejówka”[109].
- Benedykt Gajewski w publikacji pt. Antoni Żubryd. Od legendy do dokumentów z 1998 dokonał krytycznej oceny postaci Antoniego Żubryda[110], a ponadto oparł się na dokumentach (np. akta Starostwa Powiatowego w Sanoku, akta KW MO w Rzeszowie), relacjach osób (wśród nich np. Józef Długosz, Stanisław Kawski) oraz książce Mariana Jarosza pt. Księga poległych. Pomordowanych i zmarłych na polu chwały mieszkańców ziemi sanockiej 1939-1944-1948 z 1998, tworząc kalendarium zdarzeń dotyczących kpt. Żubryda i jego oddziału, oraz przypisując im opisywane okoliczności (np. akcje zbrojne, napady terrorystyczne, zabór kontyngentów, rekwizycje, zabójstwa)[111][112]. Powyższą publikację poddał krytyce syn małżeństwa Żubrydów, Janusz Niemiec, zarzucając autorowi jednostronne przedstawianie informacji, przekłamania i wypaczanie faktów[113].
- W latach 90. postać i działalność Antoniego Żubryda stała się tematem sporów i polemik na łamach prasy lokalnej w Sanoku, w ramach których wypowiadali się Edward Zając, Benedykt Gajewski[114][31] oraz Janusz Niemiec, Jerzy Tarnawski[115][116].
- W 1997 informowano, że struktury Partii Wolności-Solidarności Walczącej zainicjowały utworzenie Instytutu Pamięci Żołnierzy Oddziału Żubryda[117]. Inicjatywę takiego upamiętnienie poparł wtedy Jerzy Tarnawski[117]. Przeciwny temu był niegdyś oficer konspiracji Julian Rudak, krytykujący gloryfikowanie postaci Żubryda[118], z którym polemizował historyk Andrzej Romaniak[119]. Ponadto, zarówno Julian Rudak jak i Marcin Drozd (obaj osobiście zetknęli się z Antonim Żubrydem), poddali zmasowanej krytyce i negacji ustalenia Andrzeja Zagórskiego dotyczące historii Żubryda (opublikowane w Tomie VI „Zeszytów Historycznych WiN-u” oraz w Małopolskim Słowniku Historycznym Uczestników Działań Niepodległościowych 1939-1956), a także relację rozpowszechnianą przez syna Żubryda, Janusza Niemca[120][121][117][122]. Rudak i Drozd zgodnie stwierdzili, że to co napisał Zagórski stanowi hańbę z walk podziemia[123].
- Według relacji Mariana Pankowskiego, który jeszcze w tarnowskim więzieniu rozpoznał wśród współwięźniów Antoniego Żubryda – jego zwłoki do Sanoka rzekomo przywiózł chłop w furmance celem odebrania nagrody, ciało zmarłego miała rozpoznać kochanka Aniela[124]. W 2011 Pankowski spuentował postać Antoniego Żubryda, wspominając o zmarłym, że „był szefem bandy, już za PRL-u, miał własne auto, ciężarówkę; jeśli chciał zobaczyć mecz piłkarski, to przejeżdżał i z ciężarówki na ten mecz patrzył, milicja nie śmiała go tknąć. Jego ludzie panowali na ziemi sanockiej, mieli tam swój przemyt.”[125].
- Poeta Janusz Szuber zawarł odniesienia do Antoniego Żubryda w swojej twórczości. Napisał wiersz pt. Procko, opublikowany w tomiku poezji pt. Apokryfy i epitafia sanockie z 1995, który zaczyna się słowami: Procko rodem ze Stróżów Małych, / stryj miejscowego watażki Antka Ż. (...)[126]. W publikacji pt. Mojość z 2005 napisał: (...) budynek po Gestapo zajął Urząd Bezpieczeństwa Publicznego (w tym miejscu jednak nie przytoczę żadnej z wielu żałosnych i tandetnych historyjek o Żubrydzie, bo – mówiąc po domowemu – chwalić się nie ma czym)[127].
- Krytycznej analizy osoby i działania Antoniego Żubryda dokonał Adam Pobidyński[128][129], autor pracy doktorskiej pt. „Antoni Żubryd (1918-1946). Mity i fakty”, bronionej w 2013 na Uniwersytecie Rzeszowskim (jej promotorem był prof. Włodzimierz Bonusiak, a recenzentami prof. Henryk Ćwięk i dr hab. Andrzej Olejko)[130].

## Upamiętnienie

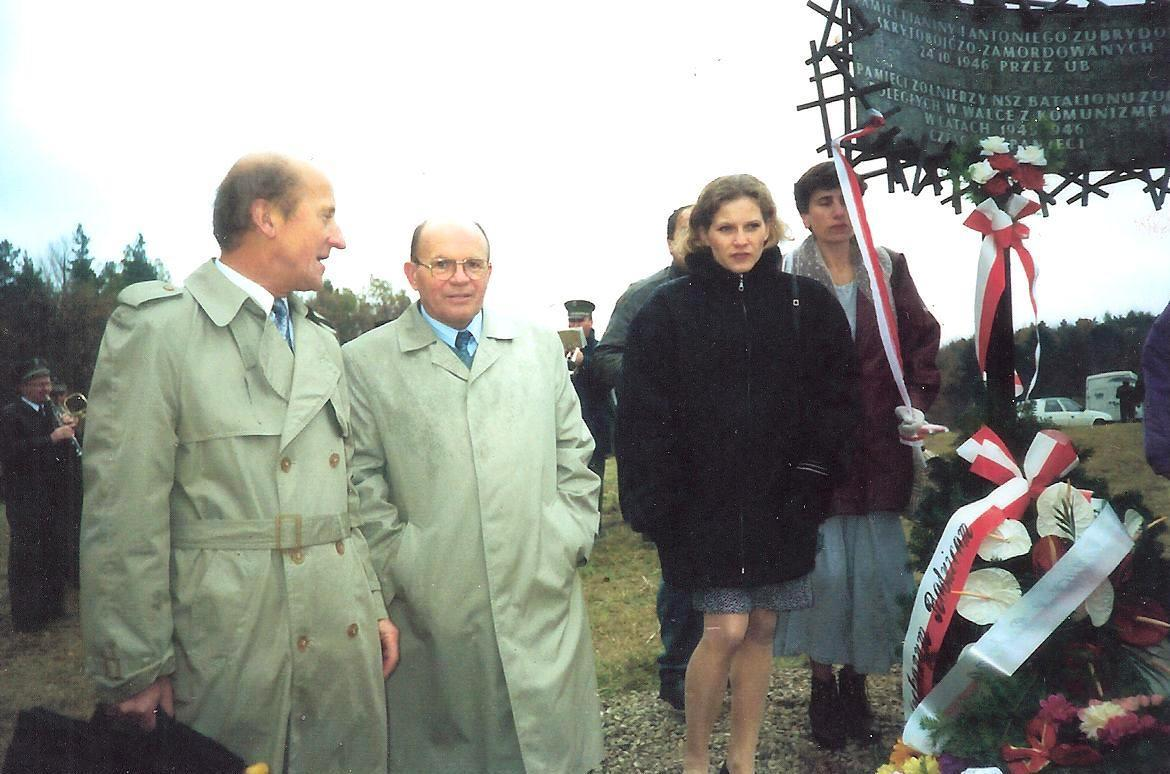
Odsłonięcie krzyża pamiątkowego w Malinówce koło Brzozowa w miejscu zamordowania Antoniego i Janiny Żubrydów. Od lewej: historyk Jerzy Tarnawski oraz Janusz Niemiec z córką Dagmarą (Malinówka, 24 października 1998)

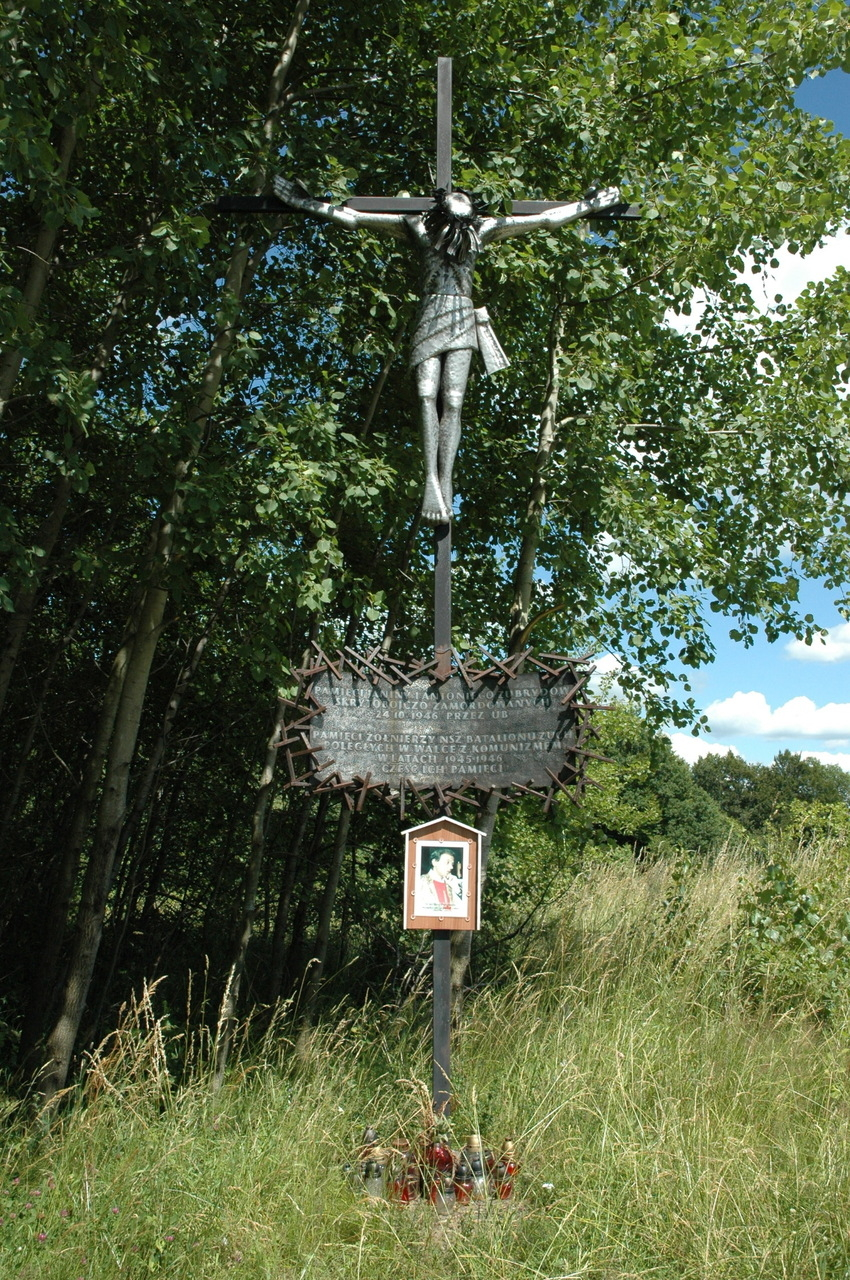
Krzyż pamiątkowy w Malinówce

- Od 11 kwietnia do 14 maja 1995 w Muzeum Historycznym w Sanoku trwała wystawa pt. „Polityczni 1944–1956”, poświęcona żołnierzom SBO NSZ „Zuch”, zorganizowana przez Andrzeja Romaniaka[36].
- 24 października 1998 odbyła się uroczystość odsłonięcia krzyża pamiątkowego w miejscu mordu Janiny i Antoniego Żubrydów w pobliżu wsi Malinówka[131][132]. Symboliczny nagrobek Antoniego i Janiny Żubrydów został ustanowiony w Malinówce w domniemanym miejscu ich zabójstwa[133][134] (fundatorem był Henryk Kozik, przewodniczący Rady Powiatu Brzozowskiego[135]).
- W dniach 1–3 października 2010 odbył się I Rajd Pieszy Szlakami Żołnierzy Wyklętych mjr. Antoniego Żubryda „Zucha” zorganizowany przez Stowarzyszenie Pamięci SBO NSZ „Zuch” oraz Gminę Korczyna[136]. W jego ramach w Korczynie została zorganizowana inscenizacja pt. „Żubryd schodzi z gór”[137][138].
- W dniach 14–16 października 2011 odbył się II Rajd Pieszy Szlakami Żołnierzy Wyklętych mjr Antoniego Żubryda „Zucha” połączony z uroczystym apelem poległych na sanockim rynku[139][140][141].
- W dniach 26–28 października 2012 odbył się III Rajd Pieszy Szlakami Żołnierzy Wyklętych mjra Antoniego Żubryda „Zucha”. Głównym elementem programu było odsłonięcie płyty nagrobnej w miejscu mordu małżeństwa Żubrydów[142]. Patronat nad Rajdem objęli m.in. Janusz Niemiec – syn mjr. Żubryda „Zucha”, Zbigniew Kuraś – syn mjr. Józefa Kurasia „Ognia”, Starostwo Powiatowe w Brzozowie, Zuzanna Kurtyka – prezes Stowarzyszenia Katyń 2010, ppłk Kazimierz Paulo „Skała” – dowódca kompanii zgrupowania „Ognia”[143].
- W dniach 27–29 września 2013 Związek Strzelecki Rzeczypospolitej zorganizował IV Pieszy Rajd Szlakami Żołnierzy Wyklętych Samodzielnego Bataliony Operacyjnego Narodowych Sił Zbrojnych mjra Antoniego Żubryda. Rajd przeszedł trasą Sanok – Grabówka – Brzozów – Malinówka[144]. Został zakończony w kościele Przemienienia Pańskiego w Brzozowie, a w jego trakcie odznaczeniami 70-lecia NSZ przyznanymi przez Związek Żołnierzy Narodowych Sił Zbrojnych zostali wyróżnieni syn Janusz Niemiec – syn mjr. Żubryda „Zucha” oraz historycy Jerzy Tarnawski i Andrzej Romaniak[145].
- 4 czerwca 2014 w Sanoku została odsłonięta tablica upamiętniająca trzech żołnierzy NSZ straconych w egzekucjach w mieście 24 maja i 4 czerwca 1946. Treść inskrypcji brzmi: „Pamięci żołnierzy antykomunistycznego oddziału partyzanckiego Narodowych Sił Zbrojnych pod dowództwem kpt. Antoniego Żubryda, straconych przez komunistycznych oprawców w publicznych egzekucjach: chor. Henryka Książka powieszonego 4.VI.1946 r. na sanockim rynku oraz Władysława Kudlika i Władysława Skwarca powieszonych 24.V.1946 r. na sanockim stadionie. 4 czerwca 2014 r. Sanoczanie”. Została umieszczona na fasadzie kamienicy przy ulicy Rynek 20 przylegającej do kościoła Franciszkanów w Sanoku, którzy udostępnili miejsce na swojej własności[146][147][148]. Odsłonięcia tablicy dokonał syn Antoniego Żubryda, Janusz Niemiec.
- W dniach 24–26 października 2014 Związek Strzelecki Rzeczypospolitej zorganizował V Rajd Śladami Żołnierzy Wyklętych im. Antoniego Żubryda. Rajd przeszedł trasą Malinówka – Brzozów – Zagórz[149]. Kulminacyjnym momentem Rajdu była msza święta w kościele parafialnym w Starym Zagórzu, po której nastąpił przemarsz strzelców przez miasto do kina „Sokół”, gdzie nastąpiło odsłonięcie tablicy upamiętniającej pięciu żołnierzy NSZ oddziału Antoniego Żubryda związanych z miejscowościami obecnej Gminy Zagórz. Uhonorowani zostali: Michał Oleksiak, Władysław Stefkowski, Rudolf Poliniewicz, Władysław Skwarc, Władysław Kudlik. Projektantem tablicy był Jerzy Tarnawski, wykonawcą Łukasz Sitek; w inskrypcji zawarto cytat z wiersza pt. „O wielkim bojowniku” autorstwa Mariana Hemara[150][151].
- W dniach 22–23 października 2016 w Sanoku i w Malinówce odbyły się uroczystości upamiętniające dowódcę oddziału partyzanckiego Narodowych Sił Zbrojnych Antoniego Żubryda ps. „Zuch” w 70. rocznicę śmierci (w pierwszym dniu obchodów 70. urodziny obchodził syn małżeństwa, Janusz Niemiec)[152][153][154][155][156].
- Pod koniec 2018 rzekomy ryngraf Antoniego Żubryda (wcześniej przechowywany przez Jana Czernego) został przekazany do Prywatnego Muzeum Podkarpackich Pól Bitewnych w Krośnie, kierowanego przez Lesław Wilka[157].
- W 2022 r. Narodowy Bank Polski wydał upamiętniającą Żubryda srebrną monetę kolekcjonerską o nominale 10 złotych należącą do serii „Wyklęci przez komunistów żołnierze niezłomni”[158].
- 1 marca 2023, w Głogowie, odsłonięto pomnik poświęcony Antoniemu Żubrydowi w ramach "Alei Pamięci", obok 15 innych pomników żołnierzy podziemia antykomunistycznego[159].

## Filmografia
- W 1999 powstał film dokumentalny pt. List do syna w reżyserii Iwony Bartólewskiej[160][161]. Fabuła produkcji bazowała na liście, który przekazał Jerzy Vaulin Januszowi Niemcowi[162]. Wyświetlenie filmu w Telewizji Polskiej zostało zablokowane przez Jerzego Vaulina, który napisał list do TVP, twierdząc w nim że film jest obarczony wadą prawną, polegającą na tym, że reżyserka nie zapłaciła mu honorarium autorskiego za wykorzystany w filmie „utwór literacki”, za jaki Vaulin uznał swój list do syna zamordowanych Żubrydów[163][164]. Film na płycie DVD został dołączony do wydania numer 5/2017 periodyku „Biuletyn IPN”[165].
- W 2016 Telewizja Trwam wyprodukowała reportaż pt. Historia Antoniego Żubryda, w którym wystąpili Janusz Niemiec oraz historycy Andrzej Romaniak i Krzysztof Kaczmarski[166][167].
- Historia Antoniego Żubryda została zaprezentowana w odcinku pt. W obronie Podkarpacia audycji Było, nie minęło na antenie TVP Historia, a w produkcji wystąpili Lesław Wilk z Prywatnego Muzeum Podkarpackich Pól Bitewnych w Krośnie (który zaprezentował ryngraf Antoniego Żubryda) oraz żyjący żołnierz kpt. Żubryda, Kazimierz Paulo[168].